# 3e législature de la Saskatchewan
La 3e législature de la Saskatchewan est élue lors des élections générales de juillet 1912. L'Assemblée siège du 14 novembre 1912 au 2 juin 1917. Le parti libéral dirigé par Thomas Walter Scott forme le gouvernement jusqu'en octobre 1916, moment où William Melville Martin le remplace à titre de premier ministre et l'opposition officielle est assumée par le parti conservateur de Wellington Willoughby (en).
John Albert Sheppard (en) sert comme président de l'Assemblée jusqu'en octobre 2016. Robert Menzies Mitchell (en) le remplace comme président en 1917.

## Membres du parlement
Les membres du parlement suivants sont élus à la suite de l'élection de 1912 :
|  | Circonscription électorale | Membre                                                          | Parti        |
|  | -------------------------- | --------------------------------------------------------------- | ------------ |
|  | Arm River                  | George Adam Scott                                               | Libéral      |
|  | Athabasca                  | Joseph Octave Nolin                                             | Libéral      |
|  | Battleford                 | Sydney Seymour Simpson                                          | Libéral      |
|  | Biggar                     | Charles Henry Cawthorpe                                         | Libéral      |
|  | Cannington                 | John Duncan Stewart                                             | Libéral      |
|  | Canora                     | John Duff Robertson                                             | Libéral      |
|  | Cumberland                 | (Élection déclarée nulle; voir élection partielle 8 sept. 1913) | n/a          |
|  | Eagle Creek                | George Hamilton Harris                                          | Libéral      |
|  | Estevan                    | George Alexander Bell                                           | Libéral      |
|  | Francis                    | Walter George Robinson                                          | Libéral      |
|  | Gull Lake                  | Daniel Cameron Lochead                                          | Libéral      |
|  | Hanley                     | James Walter MacNeill                                           | Libéral      |
|  | Humboldt                   | William Ferdinand Alphonse Turgeon                              | Libéral      |
|  | Kerrobert                  | George Harvey Watson                                            | Libéral      |
|  | Kindersley                 | William Richard Motherwell                                      | Libéral      |
|  | Kinistino                  | Edward Haywood Devline                                          | Libéral      |
|  | Last Mountain              | Samuel John Latta                                               | Libéral      |
|  | Lloydminster               | John Percival Lyle                                              | Libéral      |
|  | Lumsden                    | Frederick Clarke Tate                                           | Conservateur |
|  | Maple Creek                | David James Wylie                                               | Conservateur |
|  | Melfort                    | George Balfour Johnston                                         | Libéral      |
|  | Milestone                  | Bernard Larson                                                  | Libéral      |
|  | Moose Jaw City             | Wellington Bartley Willoughby                                   | Conservateur |
|  | Moose Jaw County           | John Albert Sheppard                                            | Libéral      |
|  | Moose Mountain             | Robert Armstrong Magee                                          | Libéral      |
|  | Moosomin                   | Alexander Smith Smith                                           | Libéral      |
|  | Morse                      | Malcolm L. Leitch                                               | Libéral      |
|  | North Battleford           | Donald M. Finlayson                                             | Libéral      |
|  | North Qu'Appelle           | John Archibald McDonald                                         | Conservateur |
|  | Pelly                      | John Kenneth Johnston                                           | Libéral      |
|  | Pheasant Hills             | Andrew Benjamin Alton Cunningham                                | Libéral      |
|  | Pinto Creek                | Samuel Robert Moore                                             | Libéral      |
|  | Pipestone                  | Richard James Phin                                              | Libéral      |
|  | Prince Albert City         | John Ernest Bradshaw                                            | Conservateur |
|  | Quill Plains               | Wilhelm Hans Paulson                                            | Libéral      |
|  | Redberry                   | George Langley                                                  | Libéral      |
|  | Regina City                | James Franklin Bole                                             | Libéral      |
|  | Rosetown                   | Cephas Barker Mark                                              | Libéral      |
|  | Rosthern                   | Gerhard Ens                                                     | Libéral      |
|  | Saltcoats                  | James Alexander Calder                                          | Libéral      |
|  | Saskatoon City             | Archibald Peter McNab                                           | Libéral      |
|  | Saskatoon County           | William Charles Sutherland                                      | Libéral      |
|  | Shellbrook                 | Samuel James Donaldson                                          | Conservateur |
|  | Souris                     | Richard Forsyth                                                 | Libéral      |
|  | South Qu'Appelle           | Frederick William Gordon Haultain                               | Conservateur |
|  | Swift Current              | Walter Scott                                                    | Libéral      |
|  | Thunder Creek              | Alexandre Beaudreau                                             | Libéral      |
|  | Touchwood                  | George Maitland Atkinson                                        | Libéral      |
|  | Trampling Lake             | James Murray Scott                                              | Libéral      |
|  | Vonda                      | Albert Frederick Totzke                                         | Libéral      |
|  | Wadena                     | Herbert Chandler Pierce                                         | Libéral      |
|  | Weyburn                    | Robert Menzies Mitchell                                         | Libéral      |
|  | Willow Bunch               | William W. Davidson                                             | Conservateur |
|  | Yorkton                    | Thomas Henry Garry                                              | Libéral      |

Notes: 

## Représentation
| Parti                    | Parti                    | Membres |
|                          | Libéral                  | 45      |
|                          | Conservateur             | 8       |
| Total                    | Total                    | 53      |
| Gouvernement majoritaire | Gouvernement majoritaire | 37      |

Notes: 

## Élections partielles
Des élections partielles peuvent être tenues pour remplacer un membre pour diverses raisons:
| Circonscription  | Député élu                | Parti        | Date de scrutin  | Motif |
| ---------------- | ------------------------- | ------------ | ---------------- | --- |
| Estevan          | George Alexander Bell     | Libéral      | 5 septembre 1912 | Bell se présente à une réélection après sa nomination au cabinet                                                                |
| Redberry         | George Langley            | Libéral      | 5 septembre 1912 | Langley se présente à une réélection après sa nomination au cabinet                                                             |
| South Qu'Appelle | Joseph Glenn              | Conservateur | 4 décembre 1912  | Frederick W.A.G. Haultain est nommé juge en chef de la Cour supérieure de la Saskatchewan                                       |
| Hanley           | Macbeth Malcolm           | Libéral      | 28 juin 1913     | James Walter MacNeill démissionne pour voyager et étudier les maladies mentales                                                 |
| Cumberland       | Deakin Alexander Hall     | Libéral      | 8 septembre 1913 | Élection déclarée annulée en 1912                                                                                               |
| North Qu'Appelle | James Garfield Gardiner   | Libéral      | 25 juin 1914     | JA McDonald démissionne en 1914 après avoir admis des pratiques corruptrices de la part de son agent lors des élections de 1912 |
| Rosthern         | William Benjamin Bashford | Libéral      | 25 juin 1914     | Gerhard Ens démissionne en 1913 lorsqu'il est nommé inspecteur des Institutions publiques                                       |
| Shellbrook       | Edgar Sidney Clinch       | Libéral      | 10 mai 1915      | Samuel James Donaldson se présente en politique fédérale                                                                        |
| Kinistino        | Charles Avery Dunning     | Libéral      | 13 novembre 1916 | EH Devline est accusé de falsification et envoyé en prison                                                                      |
| Regina City      | William Melville Martin   | Libéral      | 13 novembre 1916 | James Franklin Bole est nommé à la Commission des liqueurs de la Saskatchewan                                                   |
| Moose Jaw County | John Edwin Chisholm       | Conservateur | 5 décembre 1916  | Élection voulue par JA Sheppard pour donner l'opportunité à la population de mettre sa popularité au ballottage                 |

Notes: 